# Santibáñez de la Sierra
Santibáñez de la Sierra – gmina w Hiszpanii, w prowincji Salamanka, w Kastylii i León, o powierzchni 13,61 km². W 2011 roku gmina liczyła 211 mieszkańców.